# Броніслав (Радзейовський повіт)
Броніслав (пол. Bronisław) — село в Польщі, у гміні Добре Радзейовського повіту Куявсько-Поморського воєводства.
Населення — 499 осіб (2011).
У 1975-1998 роках село належало до Влоцлавського воєводства.

## Демографія
Демографічна структура станом на 31 березня 2011 року:
|          | Загалом | Допрацездатний вік | Працездатний вік | Постпрацездатний вік |
| -------- | ------- | ------------------ | ---------------- | -------------------- |
| Чоловіки | 242     | 47                 | 161              | 34                   |
| Жінки    | 257     | 47                 | 141              | 69                   |
| Разом    | 499     | 94                 | 302              | 103                  |